# Aurangabad (Bihar)
Aurangabad er en by i delstaten Bihar i det nordøstlige Indien. Byen har 102.244(2011) indbyggere og ligger omtrent 140 kilometer fra delstatshovedstaden Patna. Aurangabad er hovedby i distriktet Aurangabad.